# 马鞍山 (南京)
马鞍山，又名小匡庐，高处称为大悲岭，是南京的一座丘陵，位于定淮门内，水佐岗西。因山形似马鞍而名。海拔50米。
《六朝事迹编类》称此处为陈朝与隋朝交战的地点，但《景定志》驳斥称不在这里。